# Suzdalblues
Suzdalblues (Суздальблюз) — международный музыкальный блюз-байк фестиваль, который проводится ежегодно с 2008 года в городе Суздаль Владимирской области. В нём принимают участие местные и зарубежные исполнители в жанрах блюза, блюз-рока, джаза и фолка.

## История
Идея фестиваля принадлежит Максиму Привезенцеву. Целью фестиваля было собрать вместе любителей блюзовой музыки и мотоциклов со всей России и зарубежья и популяризировать город Суздаль как культурный и исторический центр. Фестиваль включает в себя живые музыкальные выступления местных и зарубежных блюзовых музыкантов, выставки мотоциклов, байк-шоу, туристические маршруты по исторической части города Суздаль, включая объекты Всемирного наследия ЮНЕСКО.
Первый блюз-байк фестиваль в Суздале состоялся в 2008 году. На фестивале выступило два блюзовых коллектива, приехало 60 человек.
В 2010 году фестиваль обрёл генерального партнера в лице сигарной компании TotalFlame и стал называться «Блюз-Байк Фестиваль TotalFlame». Выступило 8 коллективов и посетило 1000 человек.
В 2012 году фестиваль меняет локацию и переезжает в пространство ГТК СУЗДАЛЬ. Выступило 10 коллективов и присутствовало 2000 зрителей, участников и гостей фестиваля.
В 2013 году фестиваль становится международным, и он стал называться «Международный Блюз-Байк фестиваль TotalFlame». Выступило 12 коллективов и посетило 2500 человек.
В 2014 году в связи с выходом нового антитабачного закона в РФ фестиваль меняет свое название на «Международный Блюз-Байк фестиваль Суздаль», при этом сохранил генерального партнера — компанию «Тотал Флэйм». Выступило 14 коллективов и посетило 3000 человек.
В 2020 и 2021 годах фестиваль стал единственным мероприятием, проходившим в условиях ковидных ограничений с разработанным и согласованным с Роспотребнадзором регламентом пандемической безопасности. В 2021 году выступило 18 коллективов и посетило 5000 человек.
В 2022 году на фестивале выступило 20 коллективов и посетило 6000 человек.
В 2023 году была разработана новая эйдетика и изменено название фестиваля на «Суздальблюз» («Suzdalblues»). Фестиваль организует мероприятия не только в «ГТК Суздаль», но и выходит в городское пространство. В презентации программы фестиваля 2023 года были представлены 27 музыкальных групп, которые выступят 7-9 июля 2023 года. Фестиваль расширил время работы, став трехдневным. Подписано 3-х летнее партнёрское соглашение с администрацией города Суздаль о поддержке Фестиваля и развития туризма.